# Família Pritzker
A família Pritzker é uma família americana envolvida em vários empreendimentos comerciais e filantropia, e uma das famílias mais ricas dos Estados Unidos (permanecendo no top 10 da lista "Famílias mais ricas da América" da revista Forbes desde que a revista começou a listar em 1982). Sua fortuna começou no século 20, principalmente através da fundação e expansão da Hyatt Hotels Corporation, fundada por Jay Pritzker e também envolvendo seu irmão Donald Pritzker. 
Os membros da família ainda são proprietários em grande parte do Hyatt e, antes de sua venda para a Berkshire Hathaway, o Marmon Group, um conglomerado de empresas de manufatura e serviços industriais.  Eles também tiveram participações no Superior Bank of Chicago (que entrou em colapso em 2001), na agência de crédito TransUnion, na Braniff Airlines, na revista McCall's e na linha de cruzeiros Royal Caribbean International.
A família Pritzker é descendente de judeus e mora em Chicago. Yakov "Jacob" Pritzker (1831-1896), foi o gerente de uma fábrica de açúcar na província de Kiev, no território da Ucrânia moderna. No início, ele morava com sua família na aldeia de Velyki Pritzky, depois em Kiev. Ele e sua família imigraram do Império Russo para os Estados Unidos no final do século 19, para escapar dos pogroms de lá.
Em 2024, a fortuna dos Pritzker era avaliada em 41 bilhões de dólares. Os Pritzker também tem seu nome à faculdade de Medicina da Universidade de Chicago, à biblioteca da Universidade Northwestern, a uma ala do Instituto de Arte de Chicago e ao maior prêmio da arquitetura mundial, o Prêmio Pritzker. Embora participe de atividades filantrópicas, a família teve, por muito tempo, aversão à publicidade. 

## Genealogia
- Jacob Pritzker (1831-1896) e Sophia Schwarzman (1850-1910)
  - Nicholas Pritzker (1871–1957), um imigrante  judeu de Kiev, fundador do escritório de advocacia Pritzker & Pritzker em Chicago e primo do filósofo existencialista Lev Shestov (Schwartzman),[8] casou-se com Annie P. Cohn
    - Harry Nicholas Pritzker (1893–1957), advogado do escritório de advocacia Pritzker and Pritzker, casou-se com Elna Stone
      - Richard S. Pritzker (1944–2015), casou-se com Lori Hart
      - Joanne Pritzker (1946-1955)

    - Abram Nicholas Pritzker (1896–1986), patriarca da empresa familiar, casou-se com Fanny Doppelt
      - Jay Pritzker (1922–1999), co-fundador do Hyatt, filantropo, fundador do Prêmio Pritzker. Casado com Marian "Cindy" Friend
        - Nancy Pritzker (1948-1972)
        - Thomas Pritzker (nascido em 1950), executivo-chefe da The Pritzker Organization, casou-se com Margot Marshall
        - John Pritzker (nascido em 1953), casou-se com Lisa Stone, 3 filhos
          - Adam Pritzker (nascido em 1984), co-fundador e presidente da Assembleia Geral, curador da Universidade de Columbia, casou-se com Sophie McNally

        - Daniel Pritzker (nascido em 1959), fundador, guitarrista e compositor da banda Sonia Dada, e documentarista, casou-se com Karen Edensword
        - Jean (Gigi) Pritzker (nascido em 1962), cineasta, casou-se com Michael Pucker

      - Robert Pritzker (1926–2011), fundador do Marmon Group e filantropo, casado com Audrey Gilbert (3 filhos), Irene Dryburgh (2 filhos) e Mayari Sargent
        - Jennifer N. Pritzker (nascida James, 1950), Coronel (aposentada), Guarda Nacional do Exército de Illinois, fundadora do Museu e Biblioteca Militar Pritzker[9][10]
        - Linda Pritzker (nascida em 1953), lama budista tibetana, autora
        - Karen Pritzker (nascida em 1958), casou-se com Michael Vlock
        - Matthew Pritzker (nascido em 1982)
        - Liesel Pritzker (nascida em 1984), atriz, casou-se com Ian Simmons

      - Donald Pritzker (1932–1972), co-fundador e presidente da Hyatt, casou-se com Sue Sandel, 3 filhos
        - Penny Pritzker (nascida em 1959), 38ª Secretária de Comércio dos Estados Unidos, presidente e CEO da PSP Capital Partners e Artemis Real Estate Partners, co-presidente nacional de 2012 de Obama for America, ex-curador da Universidade de Stanford, casou-se com Bryan Traubert
        - Anthony Pritzker (nascido em 1961) casou-se com Jeanne Kriser
        - J.B. Pritzker (nascido em 1965), fundador do Pritzker Group Venture Capital (anteriormente New World Ventures), cofundador do Pritzker Group, governador de Illinois (2019–presente),[11] co-presidente nacional da campanha presidencial de Hillary Clinton, 2008, casou-se com M.K. Muenster

    - Jack Nicholas Pritzker (1904–1979), incorporador imobiliário e advogado, casou-se com Rhoda Goldberg (1914–2007)
      - Nicholas J. Pritzker (nascido em 1944), presidente do conselho e CEO da Hyatt Development Corporation, casou-se com Susan Stowell

## Fortuna dos membros da família
Membros da família Pritzker na lista Forbes The World's Billionaires das "pessoas mais ricas do mundo" em 2024:
| Posição | Nome                    | Patrimônio líquido |
| ------- | ----------------------- | ------------------ |
| 409     | Thomas Pritzker         | $6.7 bilhões       |
| 477     | Karen Pritzker          | $6.1 bilhões       |
| 597     | Jean (Gigi) Pritzker    | $5.1 bilhões       |
| 871     | Anthony Pritzker        | $3.7 bilhões       |
| 871     | Penny Pritzker          | $3.7 bilhões       |
| 920     | J. B. Pritzker          | $3.5 bilhões       |
| 1238    | John Pritzker           | $2.7 bilhões       |
| 1286    | Daniel Pritzker         | $2.6 bilhões       |
| 1496    | Jennifer Pritzker       | $2.2 bilhões       |
| 1623    | Linda Pritzker          | $2 bilhões         |
| 1851    | Matthew Pritzker        | $1.7 bilhões       |
| 1945    | Nicholas J. Pritzker    | $1.6 bilhões       |
| 2046    | Liesel Pritzker Simmons | $1.5 bilhões       |
|         | Total                   | $43.1 bilhões      |